# Incident v pizzerii v Žatci
Incident v pizzeriii v Žatci, kdy v pizzerii u autobusového nádraží v Žatci došlo k potyčce mezi 27letým Romem a přítomnými hosty restaurace, se odehrál dne 18. října 2016. Mladý Rom z Loun, který byl pod vlivem pervitinu, při události zemřel, což vyvolalo vlnu emocí mezi většinovým a romským etnikem. Výsledky soudní pitvy neprokázaly cizí zavinění a vyšetřování bylo ukončeno s tím, že nebyly nalezeny stopy cizího zavinění a muž zemřel na selhání organismu způsobené drogou. Kvůli tomu, že nebyl spáchán trestný čin, byl případ policií odložen.

## Zemřelý
Zemřelý Miroslav Drchal byl 27letý otec dvou dětí z Loun. Lidé v jeho okolí věděli, že užívá návykové látky, ale pověst agresivního člověka údajně neměl. Vyšetřování potvrdilo, že i v osudný den byl pod vlivem pervitinu a že příčinou smrti byly významné degenerativní změny na vnitřních orgánech způsobené dlouhodobým užíváním pervitinu. Chování muže zaznamenané v osudný den přitom podle policejního usnesení svědčí o tom, že dlouhodobé užívání pervitinu mělo vliv i na psychiku muže. V osudný den chování vykazovalo znaky ataků strachu, úzkosti a pocitů pronásledování s bludy.

## Hodiny před potyčkou
Mladík měl problém s chováním už předchozí večer 17. října, kdy se dobýval do cizího bytu na ubytovně v Lounech. Přivolanou policií byl mladík, který byl pravděpodobně pod vlivem drog, převezen do cely předběžného zadržení, kde si stěžoval na bolesti břicha. Následně byl převezen do nemocnice v Žatci na psychiatrické oddělení kvůli drogové závislosti, kde se podle některých svědectví muž nechoval adekvátně vůči personálu nemocnice a byl agresivní. V nemocnici ho chtěli vyzvednout jeho rodiče, nicméně než přijeli, byl za nejasných okolností propuštěn a pár hodin nato zmizel. Po několika hodinách byl viděn na autobusovém nádraží v Žatci, kde se snažil nastoupit na autobus zpátky do Loun. Řidič ho z autobusu vyhodil, což zachytilo video natočené dvěma mladými dívkami. Řidič k tomu uvedl, že se zastal dvou asi padesátiletých žen, které mladík napadal. Při čekání na další spoj se uchýlil do nádražní restaurace, odkud byl vzápětí vyhozen pro obtěžující, leč neagresivní chování. Podle zaměstnance restaurace se potom snažil dostat do vozu Městské policie, který zrovna stál před restaurací, a lehal si i na jeho kapotu. Policejní posádka auta prý ale nic neudělala a odjela. Potom mladík zamířil do pizzerie Panamera.

## Potyčka a smrt
18. října měl muž přijít do pizzerie Panamera, kde měl podle vyjádření svědků v pizzerii obtěžovat dvě zákaznice. Potom ale bez placení odešel. Večer okolo sedmé hodiny se ale vrátil a podle jedné ze zákaznic měl rozrazit dveře, přiřítit se k nim ke stolu a jednu ze slečen napadat. Dva hosté se ho potom pokusili vytlačit z restaurace za dveře, ale prý zřejmě díky požití návykové látky měl mladík velkou sílu a přetlačil je zpátky dovnitř. Museli ho tak povalit na zem a držet za ruce a nohy až do příjezdu policie. Přivolaní strážníci ho potom spoutali, načež muž přestal jevit známky života a už se ho nepodařilo oživit.

## Podezření na nepřiměřený zásah
Od začátku případu má především romská komunita podezření, že zásah nebyl přiměřený. Zpochybnila ho i rodina zemřelého, podle které bylo divné, že jim nechtěla policie ukázat tělo. Po několika dnech dala k dispozici veřejnosti video z bezpečnostní kamery, aby uklidnila situaci. Tento záznam sice ukazuje řádění mladíka, ale nezachycuje samotný zásah proti mladíkovi ani situaci, kde by mladík kohokoliv z hostů fyzicky napadl. Objevilo se přitom tvrzení, že muž dostával rány do hlavy ještě v přítomnosti strážníků, což mělo následně potvrdit video svědka z mobilního telefonu. Další účastníci to ale popírali a jeden z přímých účastníků uvedl, že muž byl agresivní i po spoutání a kousl ho obrovskou silou do nohy. Stejný závěr přineslo i policejní usnesení, kterým byl případ odložen. Ke zbytečnému násilí podle něj při zásahu nedošlo a muži selhal organismus jen na základě drog. Rány do horní poloviny těla způsobily pouze drobné povrchové pohmožděniny a byly cíleny k donucení muže, aby povolil bolestivý skus nohy zasahujícího návštěvníka pizzerie. Se závěrem rodina zemřelého a část romské komunity nesouhlasila a trvala na selhání organismu kvůli nepřiměřenému násilí. Proti výsledkům vyšetřování chtěla rodina podat stížnost.

## Pietní setkání a etnické napětí

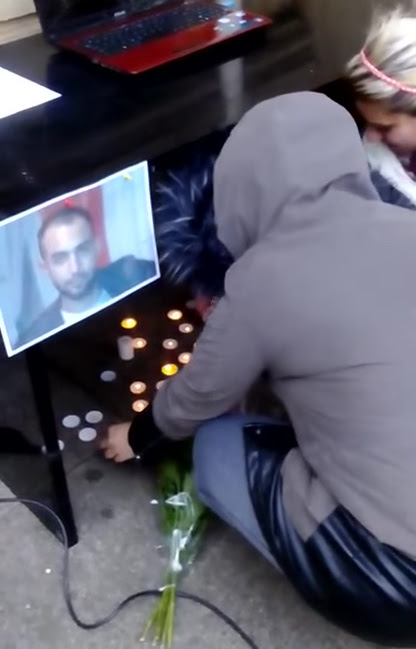
Pietní shromáždění v Halifaxu

Jedinou organizací, která se zpočátku hlouběji věnovala popisu tragických událostí, byla Romea.
Na Kruhovém náměstí v Žatci probíhala následující dny po události pietní setkání, lidé pokládali květiny a zapalovali svíčky. Piety se 27. října účastnilo asi 400 Romů.
Atmosféra byla po incidentu v souvislosti s podezřením na neadekvátní zásah napjatá. Na pizzerii se objevil nápis „vrazi“ a pizzerie na následující dny raději zavřela.
Pietní shromáždění 27. října, které bylo pořadateli vyhlášeno jako ryze poklidné, museli krotit těžkooděnci. Během něj došlo k slovnímu napadání mezi účastníky piety na jedné straně a zákazníky pizzerie a obyvateli Žatce na druhé straně. Slyšet byla hesla jako „Policie to zametá pod koberec!“ nebo „Byla to vražda!“, z druhé strany zase „Čechy Čechům“ nebo „Do práce“. Policie byla na demonstraci kritizována, že umožnila propustit zemřelého z nemocnice nebo proč ho nechala ubít k smrti. Z obou stran zaznívaly také rasistické urážky.
Za mrtvého Roma se odehrály další pietní shromáždění 27. října v Ostravě, v Praze, v Newcastle upon Tyne, v Halifaxu, v Jihlavě, v Hranicích, 28. října v Liberci a v Southend-on-Sea, 29. října v Chodově u Karlových Varů a 31. října v Londýně. Britští Romové požadovali důkladné vyšetření případu ve své petici, kterou jich podepsalo 300 a kterou předali do rukou zástupce českého velvyslance na londýnské ambasádě. Mluvili v ní přitom o vraždě.

## Podezření na pochybení strážníků
Rodina zemřelého i majitel pizzerie po incidentu svorně tvrdili, že incidentu mohli městští strážníci předejít, protože po městě řádil půl dne. Poprvé s nimi přitom přišel do kontaktu, když byl vyhozen z autobusu do Loun a údajně se snažil dostat do jejich automobilu a lehal si na jejich kapotu. Strážníci ho prý ale jen odstrčili a nechali jít. Ředitel městské policie za svými lidmi stojí a tvrdí, že se tam nic nestalo, proto strážníci odjeli. Postup strážníků prověřuje policie, stejně jako všechna videa.

## Vyšetřování
Případ začali ihned prošetřovat kriminalisté. Vyslechnuti byli všichni svědci a policie prošetřovala kamerový záznam z pizzerie. Prvotní výsledky soudní pitvy neprokázaly cizí zavinění a nabízela se tak možnost, že mladík zemřel na selhání organismu například v souvislosti s podezřením, že byl pod vlivem alkoholu nebo jiné drogy. Při pitvě tak byl odebrán veškerý potřebný materiál pro návazná laboratorní vyšetření. Na konci prosince státní zástupce Jindřich Koželuh, který případ dozoruje, uvedl, že očekává závěr odborných posudků v nejbližší době.
Rodina už během čekání na výsledek pitvy na začátku listopadu žádala o pitvu novou. Ministr vnitra Milan Chovanec v polovině listopadu na setkání se zástupci Romů slíbil, že případ bude nezávisle a řádně prošetřen. V polovině ledna 2017 podali pozůstalí stížnost na vyšetřování policie. Vyšetřování podle nich bylo laxní a neprofesionální kvůli tomu, že zemřelý užíval drogy. Nezajímali se podle nich například o videozáznam, který zachycuje záznam strážníků, nebo nevyslechli všechny svědky restaurace. Stížnost prověřilo krajské státní zastupitelství. Policie uvedla, že se vyšetřování chýlí ke konci a stížnost možná zveřejnění jeho výsledku zpozdí. Státní zástupce Koželuh stížnost prošetřil a v práci policie neshledal žádné pochybení, stížnost tak vyhodnotil jako neopodstatněnou.
Na začátku února 2017 vydala policie usnesení, v kterém zastavila vyšetřování a odložila případ s tím, že nebyly objeveny stopy cizího zavinění a nebyl tak spáchán trestný čin. Muži podle zprávy selhalo srdce kvůli jeho poškození. Muž měl kvůli dlouhodobému užívání pervitinu významné degenerativní fyziologické změny na vnitřních orgánech, především pak právě na srdci. Podle policejního usnesení muž obdržel 5 ran rukou do horní poloviny těla od hosta restaurace kvůli tomu, aby muž povolil bolestivý skus jeho nohy. Tyto údery podlé zprávy způsobily pouze nevýznamné povrchové pohmožděniny.
Rodina a část romské komunity se závěrem nesouhlasila a trvala na tom, že mladík zemřel kvůli nepřiměřenému násilí v restauraci. Rodina hodlá podat stížnost proti odložení případu.

## Pohřeb
7. listopadu po poledni proběhl v Lenešicích pohřeb mladíka, s kterým se přišla rozloučit rodina, přátelé a další. Na místě pohřbu a u pizzerie v Žatci hlídkovala policie kvůli obavám, že by mohlo dojít k nepokojům. Na obou místech byl ale klid.

## Reakce
2. listopadu 2016 požádala Rada vlády pro záležitosti romské menšiny ministra vnitra Milana Chovance a policejního prezidenta Tomáše Tuhého o důsledné prošetření incidentu.
4. listopadu vyzvala Strana zelených ministra vnitra Chovance, aby garantoval zájem státu na řádném prošetření události. Předseda strany Matěj Stropnický uvedl, že mnozí považují případ za vraždu, což by mělo být důvodem k mimořádné pozornosti a k nanejvýš transparentnímu postupu, aby se podařilo uklidnit narůstající rasové napětí v Žatci. Monika Horáková, členka předsednictva strany, uvedla, že zákrok musí být za každých okolností přiměřený a že je potřeba prošetřit, jestli nemělo chování někoho ze zasahujících rasový podtext.

## Výhrůžky po incidentu
Mezi Romy vyvolalo úmrtí mladého muže silné emoce. Část komunity dávala smrt za vinu zaměstnancům restaurace. Romové chodili zaměstnance obviňovat i před restauraci – den po incidentu přišlo 50 Romů, další den přes sto a na výlohu nalepili nápis „Vrazi.“ Restaurace se tak z obavy o bezpečnost zaměstnanců rozhodla na několik dní zavřít. Následovaly pietní sešlosti, ale i při nich padaly vzájemné nadávky a obviňování mezi Romy a neromy a 27. října museli při pietě obě skupiny oddělit těžkooděnci.
Dva případy vyhrožování se dostaly před lounský okresní soud. Dvacetiletý Rom Vladimír Kudrnáč na Facebooku tři dny po události, tedy 21. října, vyhrožoval kuchaři pizzerie. Označil ho za vraha a připsal, že nejde jen po něm, ale i po jeho ženě a že ho před zraky ženy zastřelí. Kuchař přitom během incidentu vůbec v restauraci nebyl. Kvůli obavám se s rodinou na několik dní přestěhoval. Podle jeho slov se z obav jeho přítelkyně psychicky zhroutila a on dodnes jezdí do práce autem místo pěšky a u sebe nosí obušek. Kudrnáč se u soudu za svoje výroky omluvil. Uvedl, že byl plný emocí, že se nechal u vyhrožování strhnout davem a že mrtvého znal. Obhájce vysvětloval jeho jednání větší sounáležitostí Romů, kteří spolu víc drží při negativních událostech pospolu než majorita, a tím, že Kudrnáč propadl davovému šílenství. Přesto ho soudce poslal na čtyři měsíce do vězení s dozorem, kdy přihlédl jeho trestní minulosti. K jeho jednání totiž došlo během podmínky, kterou dostal za stejný přečin, když o dva roky dříve honil se sekyrou v ruce druhého muže po Podbořanech. Letos navíc dostal trest veřejných prací za podvod s bankovní kartou.
Odsouzen byl také těsně před Vánocemi, 21. prosince 41letý Miroslav Fedák za hanobení národa a rasy. Na pietní akci 20. října před pizzerií vykřikoval na policisty vulgarity s rasistickým podtextem a záznam se objevil na internetu. Odsouzený si stoupl před výlohu restaurace a burcoval asi sto účastníků piety slovy „Nesmíme takhle jenom stát. Lidi, oni jsou vevnitř, ty mr*ky český.“ Pak vykřikoval vulgarity s přívlastkem „český“ i na státní policisty. Záznamy jednání natočili kolemjdoucí a na internetu je vidělo tisíce lidí. Jindřich z Duchcova podal trestní oznámení, osobně se ho dotkla brutalita vyjádření na stranu Čechů. Žalobce navrhl obžalovanému trest 10 měsíců, polovinu trestní sazby. Výchovný trest podle něj nebyl možný z důvodu kriminální minulosti obžalovaného a toho, že byl v podmínce a dopustil se přečinu v době, kdy měl vykonávat veřejně prospěšné práce. Soudce vyměřil trest 8 měsíců, o dva měsíce nižší z důvodu, že se obžalovaný doznal. Ten se u soudu omluvil: „Chci se omluvit všem, koho se má slova dotkla. Řekl jsem to v afektu a byl jsem podnapilý. Zemřelý byl můj bratranec.“ Obžalovaný i žalobce se vzdali práva na odvolání.
Prověřovány byly i další případy.